# Juan Carlos Alvarado
Pour les articles homonymes, voir Alvarado.
Juan Carlos Alvarado est un politique vénézuélien.

## Biographie
Le 2 décembre 2019, le Tribunal suprême de justice remplace la présidente Mercedes Malavé par Miguel Salazar. Juan Carlos Alvarado est maintenu comme secrétaire général, tandis que Alexander Cordero devient premier-vice président à la place d'Antonio Calviño, Jesús Jiménez Vilchez devient deuxième vice-président à la place de Rafael Hernández. Enfin, José Jonathan Patty devient secrétaire adjoint à la place d'Iber Asención.
Lors des élections législatives vénézuéliennes de 2020, le parti obtient trois députés dont Juan Carlos Alvarado.
Il est candidat à l'élection présidentielle vénézuélienne de 2024. Il retire sa candidature pour soutenir celle de José Bernabé Gutiérrez.